# 멀티맵
컴퓨터 과학에서 
멀티맵(multimap), 멀티해시(multihash), 멀티딕트(multidict) 또는 멀티딕셔너리(multidictionary)는 주어진 키에 대해 둘 이상의 값이 연결되고 반환될 수 있는 맵 또는 연관 배열 추상 자료형의 일반화이다. 맵과 멀티맵은 모두 컨테이너의 특별한 경우이다(예: C++ 표준 템플릿 라이브러리 컨테이너 참조). 멀티맵은 맵 값으로 목록이나 세트가 있는 맵으로 구현될 수 있다.

## 예
- 학생이 여러 수업에 동시에 등록할 수 있는 학생 등록 시스템에서는 코스에 학생을 등록할 때마다 연결이 있을 수 있다. 여기서 키는 학생 ID이고 값은 코스 ID이다. 학생이 3개의 코스에 등록한 경우 동일한 키를 포함하는 3개의 연결이 있게 된다.
- 책의 색인은 주어진 색인 용어에 대한 참고 문헌 수를 보고할 수 있으므로 색인 용어에서 참고 문헌 위치 또는 페이지 수에 대한 멀티맵으로 코딩될 수 있다.
- 쿼리 문자열에는 단일 필드와 연결된 여러 값이 있을 수 있다. 이는 일반적으로 웹 폼에서 단일 양식 요소에 대한 응답으로 여러 확인란이나 선택 항목을 선택할 수 있을 때 생성된다.

## 같이 보기
- 중복집합